# Papagaio-drácula
O papagaio-drácula (Psittrichas fulgidus), também conhecido como papagaio-vulturino ou como papagaio-de-pesquet (tradução literal do seu nome em inglês, Pesquet's parrot), é uma espécie de papagaio endêmica de áreas de florestas tropicais da Nova Guiné. Não deve ser confundido com a curica-urubu, que ocorre no Brasil.

## Descrição
O papagaio-drácula é um papagaio grande com um comprimento total de aproximadamente 46 cm e um peso de 680 a 800 g. Sua plumagem é predominantemente preta, com penas vermelhas brilhantes na barriga  e nas asas, mostrando amplas barras vermelhas nelas quando em voo. Esse padrão de cores é o motivo do nome comum, pois é associado às roupas do personagem do Conde Drácula. O macho adulto tem uma mancha vermelha atrás do olho, que não é vista na fêmea adulta. A cabeça preta, com a pele nua e o bico relativamente longo e em forma de gancho, levam a associação com o urubu (em inglês, vulture).

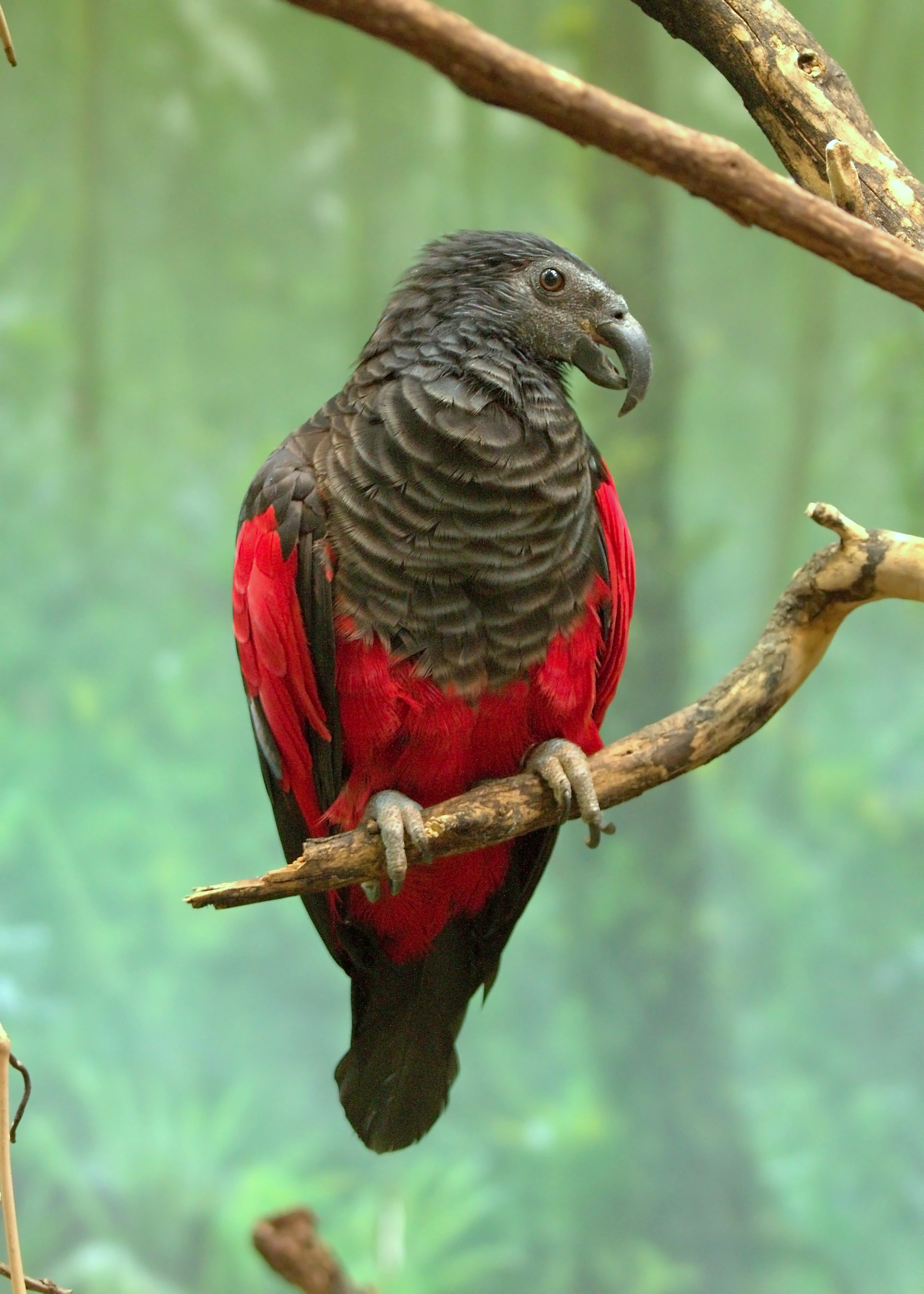
Perfil mostrando as características similares a urubu, tirada no Zoológico de Cincinnati.
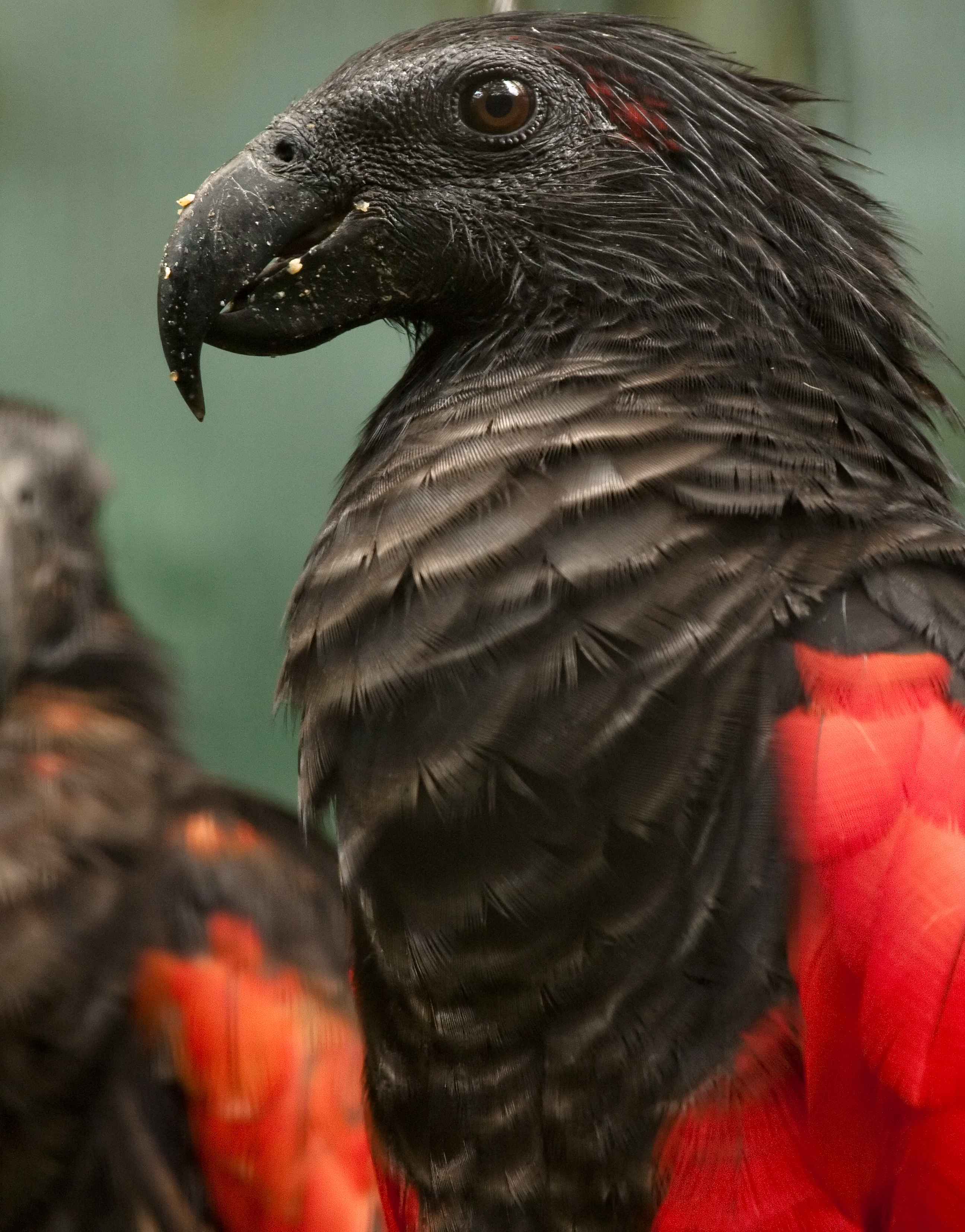
Cabeça de macho, com penas vermelhas atrás dos olhos.

## Comportamento
O papagaio-drácula é um frugívoro altamente especializado, alimentando-se quase exclusivamente de algumas espécies de figos, mas também foi relatado o consumo de flores e néctar. Ao menos em partes dos locais de ocorrência, é sazonalmente nômade em resposta à disponibilidade de frutas. A cabeça sem penas é uma possível adaptação para evitar a sujeira por frutas pegajosas.
Pouco se sabe sobre os hábitos de reprodução na natureza. Normalmente põe dois ovos em um ninho, feitos em cavidades de árvores grandes.
Geralmente é visto em pares ou grupos de até 20 indivíduos. Em voo, alterna entre o bater rápido das asas e planeios curtos.

## Status
Suas penas são altamente valorizadas. Isso, combinado com os altos preços de aves comercializadas, resultou em caça excessiva. A perda de habitat também representa um problema para a preservação da espécie. Por essas razões, é avaliado como Vulnerável na Lista Vermelha de Espécies Ameaçadas da IUCN. O papagaio-drácula está listado no Apêndice II da CITES.